# SN 1998be
SN 1998be – supernowa typu Ia odkryta 22 marca 1998 roku w galaktyce A134620+0202. W momencie odkrycia miała maksymalną jasność 23,80m.